# Ubbe de Frisia
Ubbe de Frisia también Ubbi fríski fue un guerrero vikingo de la protohistoria escandinava que aparece en diversas fuentes nórdicas como Sögubrot af nokkrum fornkonungum y Gesta Danorum de Saxo Grammaticus, relacionadas con la batalla de Brávellir luchando en el lado del rey de Dinamarca, Harald Hilditonn.
Según las sagas, desde el inicio de la batalla Ubbe fue venciendo a todos los campeones que se le ponían por delante, veinticinco muertos y otros once gravemente heridos, para humillación del rey sueco Sigurd Ring, quien tras comprobar que Ubbe se manifestaba como un guerrero invencible buscó la ayuda del veterano Starkad para que le hiciera frente. Starkad fue el único que consiguió nivelar la balanza, en un choque de fuerzas que se define como el más feroz de toda la batalla, logrando herir levemente a Ubbe, a cambio de recibir seis profundas heridas y estar convencido de que «nadie había logrado llevarle tan cerca de la muerte».
Finalmente, los guerreros de ambos bandos lograron separarles, aunque Ubbe siguió luchando hasta que sucumbió a las flechas de los arqueros de Telemark.

## Hijo de Ragnar Lodbrok
Algunas teorías consideran que Ubbe de Frisia pudo ser hijo del legendario Ragnar Lodbrok, Ubbe Ragnarsson. En los anales de Lindisfarne se le denomina Dux Fresonum y en la saga de San Cuthberts también aparece como Dux Frescicorum, lo que hace evidente su relación con Frisia, aunque no aparece en ninguna otra fuente escrita. Ambos pudieron ser la misma persona, aunque como hijo de Ragnar otras fuentes afirman que su muerte tuvo lugar durante la conquista de Inglaterra, en la batalla de Cynwit en 878.